# Gunilla Svensson (meteorolog)
Gunilla Svensson, född 1966, är en svensk professor i meteorologi. Hon är verksam vid meteorologiska institutionen (MISU) vid Stockholms universitet.

## Biografi
Svensson tog 1989 en fil.kand.-examen vid Uppsala universitet i meteorologi. Hon disputerade där 1995 med en avhandling om mesoskalig modellering av meteorologiska förlopp i atmosfären. Mesoskalig modellering av väderfenomen har en relativt hög upplösning och beskriver förlopp med en utsträckning på cirka 2,5–1 000 km.
Hon blev 2003 docent och 2008 professor vid meteorologiska institutionen (MISU) vid Stockholms universitet. Hon är sedan 2016 även verksam vid NCAR – National Center for Atmospheric Research(en) i Boulder, Colorado, USA.
Svensson har under många år varnat för att utsläpp av växthusgaser ger global uppvärmning som leder till ökad risk för extrema skyfall och värmeböljor.
Svenssons publiceringar har (2023) enligt Google Scholar ett h-index på 35 och över 6 000 citeringar.